# P-ニトロフェニルリン酸
p-ニトロフェニルリン酸（英語:p-Nitrophenylphosphate、pNPP）は、ELISAや分光測色法で用いられるアルカリおよび酸ホスファターゼに対する非タンパク性の発色基質である。ホスファターゼはpNPPの加水分解を触媒し、無機化合物のリン酸と共役塩基のp-ニトロフェノール (pNP)を生成する。生成するフェノールは黄色で、波長405nmに吸収極大がある。この性質を利用してアルカリホスファターゼ(AP)やプロテインチロシンホスファターゼ(PTP)など様々なホスファターゼの活性を測ることができる この物質は光に弱いため、光が当たらないように保管し、反応させなければならない。適切な保管温度は-20°Cである。